# Залесский сельский совет (Борщёвский район)
Залесский сельский совет (укр. Заліська сільська рада) — входит в состав
Борщёвского района
Тернопольской области
Украины.
Административный центр сельского совета находится в 
с. Залесье.

## Населённые пункты совета
- с. Залесье